# 高室天神社 (掛川市)
高室天神社（たかむろてんじんじゃ）は静岡県掛川市大渕にある神社。近代社格制度における社格は無格社。

## 由緒
延宝4年神のお諭しによって神祀を建てたと伝えている。祭神はどれも海神で、底筒之男命・中筒之男命・上筒之男命（住吉大神）／底津綿津見神・中津綿津見神・上津綿津見神（綿津見三神）を合わせ合祭した六所大権現である。
明治維新後の近代社格制度においては無格社とされていた。

## 境内社
山神社(祭神は山神)を祀っている。